# Уралов, Сергей Герасимович
Сергей Герасимович Ура́лов (настоящая фамилия — Кисляков; 1 [13] октября 1893, посёлок Миасского завода, Оренбургская губерния — 23 июня 1969, Москва) — советский партийный и государственный работник; участник Февральской и Октябрьской революций.

## Биография
Родился в купеческой семье. В 1905 г. закончил двухклассное училище, в 1908 г. низшую ремесленную школу в п. Миасского завода, а в 1911 г. 4-классное городское училище в Златоусте, после чего в феврале-августе 1912 г. работал чертежником золотопромышленного общества на Миасском заводе. В 1912—1917 гг. учился в Саратовском химико-механическом училище. В ноябре 1914 г. вступил в РСДРП(б). В 1916 г. дважды подвергался аресту за революционную деятельность. С ноября 1916 г. находился под арестом в Саратовской губернской тюрьме. В феврале 1917 г. бежал из-под надзора полиции, участвовал в Февральской революции (1917) в Москве, был агитатором Московского комитета РСДРП(б); затем — секретарь городской организации РСДРП(б) в Саратове. В июне-ноябре 1917 г. инструктор-организатор Центрального совета Фабрично-заводских комитетов в Петрограде. Во время Октябрьского вооружённого восстания (1917) командовал отрядом революционных солдат — занял типографию, где начала печататься газета «Правда»; затем был помощником комиссара по делам печати Петрограда. 

…Мне необычайно повезло. В 8 или 9 утра 25 октября я очутился не то на заседании ЦК, не то на совещании отдельных членов ЦК — понять было очень трудно… Вдруг к столу подошел Ленин. И, без всяких вступлений и предисловий, начал излагать программу действий: «Временное правительство объявить низвергнутым… Всю власть объявить переданной Советам… Съезд Советов открыть сегодня вечером… Зимний дворец взять, министров арестовать…» Помню, решения эти голосовались…— Из воспоминаний С. Уралова.
С ноября 1917 г. управделами, помощник Главного комиссара Главного Управления по снабжению металлами (РАСМЕКО) Высшего совета народного хозяйства РСФСР. Упоминается в этом качестве в статье М.С. Свидзинской, посвященной злоупотреблениям и взяточничеству в этой организации. В декабре 1917 г. во время командировки во Владивосток арестован войсками атамана Г.М. Семенова, находился под стражей до марта 1918 г. Уралов информировал партийные организации о политическом положении страны, помог он и в создании местных органов власти, чем оказал большую помощь большевикам Дальнего Востока. С марта 1918 г. управделами горно-металлургического отдела, член коллегии, член Всероссийской чрезвычайной комиссии по эвакуации металлов при горно-металлургическом отделе Высшего совета народного хозяйства РСФСР. В августе-сентябре 1918 г. «выполнял поручения председателя СНК т. Ленина особой военной важности» на станции Котлас Пермской железной дороги и в населенных пунктах по течению р. Северная Двина. Руководил созданием заграждений с целью не допустить интервентов к Котласу. В этом качестве участвовал в Гражданской войне в России на Северном фронте. Некоторое время в 1918 г. охранял В. И. Ленина.

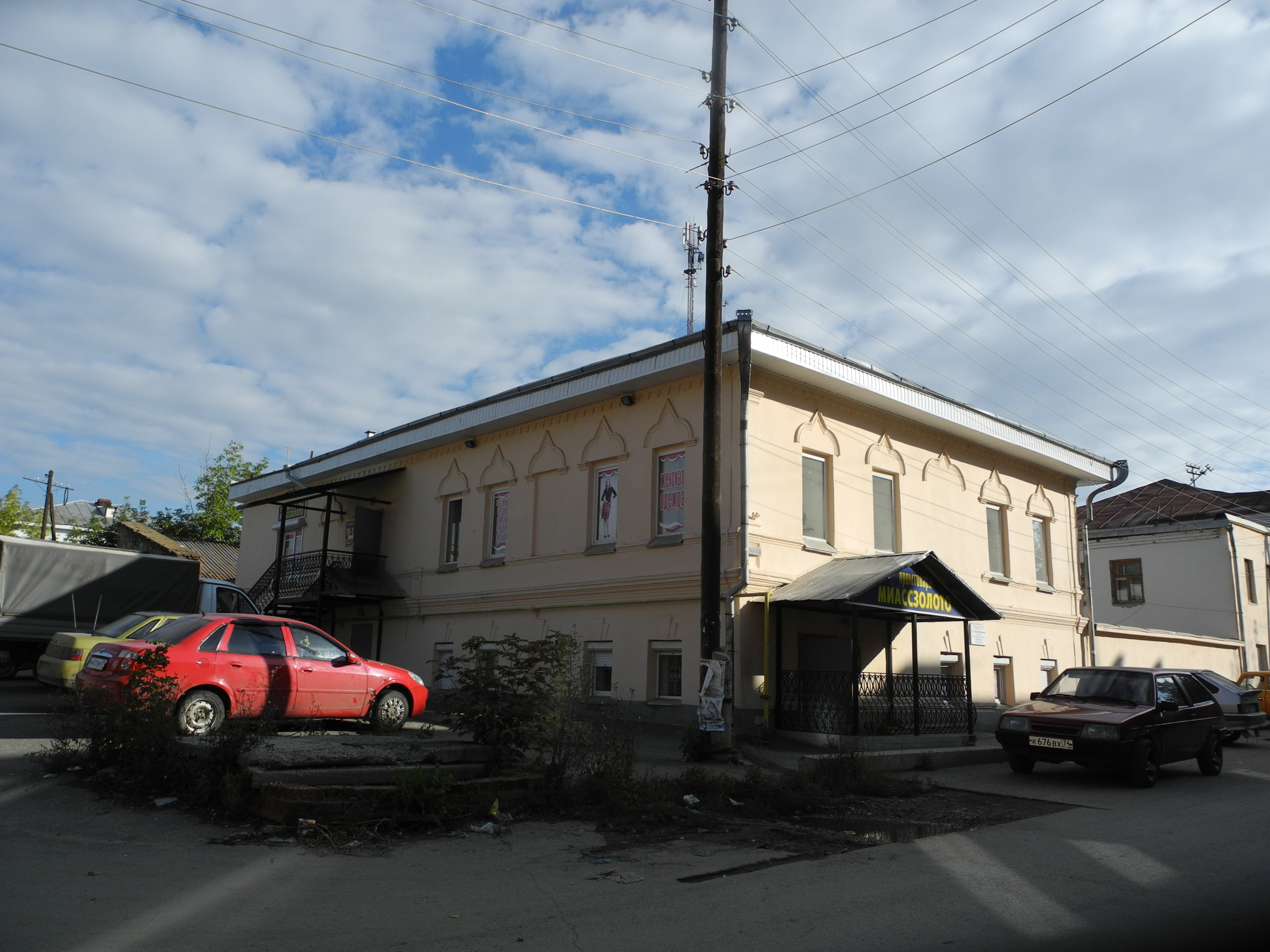
Дом Купца Кислякова (Миасс, ул. Свердлова, 5)

С сентября 1918 года по май 1920 года — в ВЧК: инспектор для особых поручений, возглавлял следственный, а затем секретно-оперативный отделы, с марта 1919 года — член коллегии ВЧК, председатель Омской губернской ЧК и уполномоченный ВЧК при СНК РСФСР по Сибири, затем секретарь ВЧК при СНК РСФСР.

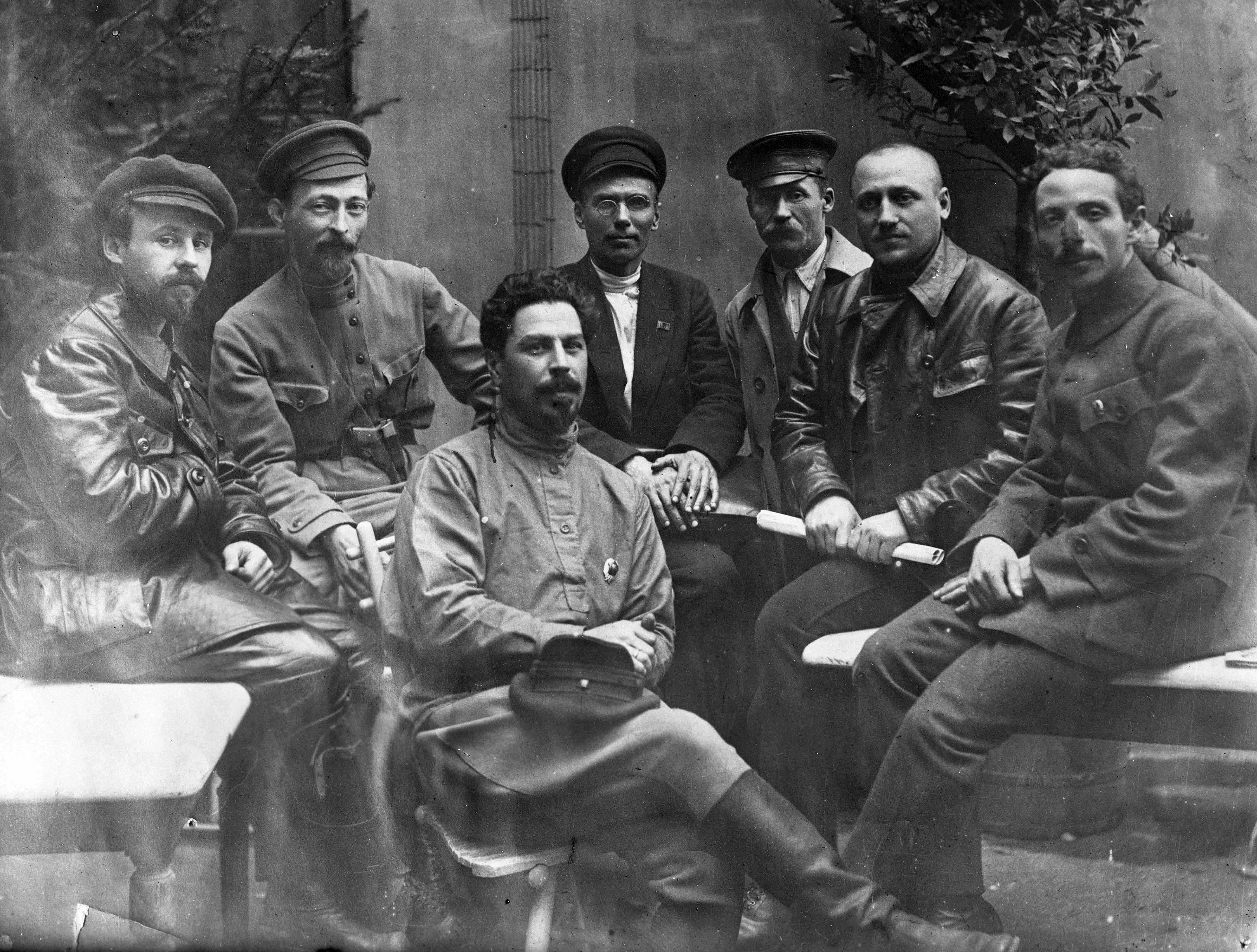
1918 – 1919 гг. Ф.Э. Дзержинский и члены коллегии ВЧК (слева направо С.Г. Уралов, К.М. Волобуев, М.И., Васильев-Южин, В.И. Савинов, И.К. Ксенофонтов, Г.С. Мороз)

С мая 1920 г. по июль 1921 г. руководитель отдела металла ВСНХ РСФСР. С октября 1920 г. по январь 1921 г. председатель Комиссии по трестированию и национализации предприятий металлургической промышленности, член Всероссийской чрезвычайной тройки по учету материальных ресурсов РСФСР. В январе-июне 1921 г. член правления Государственного российского сельско-хозяйственного синдиката «Госсельсиндикат» народного комиссариата земледелия РСФСР, уполномоченный ВЦИК и ВЧК по Орловской губернии. В июне-ноябре 1921 г. чрезвычайный уполномоченный СНК РСФСР, ВЧК и ВЦИК по Владимирской и Тверской губерниям. С ноября 1921 г. член правления Госсельсиндиката, одновременно в марте-июне 1922 г. уполномоченный Совета Труда и Обороны РСФСР по Московско-Казанской железной дороге. С июля 1922 г. помощник начальника Главного таможенного управления народного комиссариата внешней торговли. С июня 1923 г. ответственный секретарь при наркоме Рабоче-крестьянской инспекции СССР. С октября 1923 г. заместитель и временно исполняющий должность председателя губернской РКИ в Иваново-Вознесенске. С июля 1924 г. старший инспектор, главный инспектор центральной инспекции транспорта и связи, помощник начальника военно-морской инспекции наркомата РКИ СССР. В марте-июле 1927 г. командировался для изучения опыта работы железных дорог в Германию, в апреле 1929 г. в Японию. С ноября 1931 г. начальник Центрального административно-организационного управления, начальник Центрального управления Главной строительной инспекции народного комиссариата путей сообщения СССР. С мая 1933 г. секретарь Комиссии исполнения, по совместительству член Постоянной комиссии по вербовке трудовой силы при СНК РСФСР. 
С 13 июля 1930 по 26 января 1934 г. — член Центральной Контрольной Комиссии ВКП(б), с 11 февраля 1934 по 1939 г. — член Комиссии советского контроля при СНК СССР. Избирался делегатом XVII конференции ВКП(б) (30 января — 4 февраля 1932, с совещательным голосом).
С апреля 1935 г. член группы машиностроения, с декабря 1935 г. заместитель руководителя административной группы КСК при СНК СССР.  Будучи в командировке в г. Кабаковск Свердловской области, устроил скандал из-за несвоевременной подачи служебного вагона, в результате чего были арестованы и преданы суду начальник станции, диспетчер и ряд других работников. При этом «допустил грубые выражения, недостойные члена КСК». Постановлением КСК при СНК СССР от 4 марта 1936 г. объявлен строгий выговор «за нарушение революционной законности», переведен на работу «контролером сроком на 1 год». С июня 1936 по июнь 1937 заместитель уполномоченного КСК при СНК СССР по Воронежской области. В апреле 1937 года Уралов направил письмо секретарю Бюро КСК при СНК СССР Назаретяну Амаяку Маркаровичу с утверждениями, что Ремейко (Тихомиров) Александр Георгиевич, работавший контроллёром группы просвещения и здравоохранения КСК при СНК СССР, в 1917-1918 тот «выступал против соввласти», после чего Ремейко был арестован и расстрелян. В мае 1937 года написал аналогичное письмо с обвинениями в адрес другого контролёра КСК Гладштейн Юдифь Моисеевны, которая впоследствии была также арестована и расстреляна. С июня 1937 заместитель руководителя группы строительства и стройматериалов КСК при СНК СССР. Постановлением КСК при СНК СССР от 29 мая 1938 г. освобожден от работы в КСК при СНК СССР. С апреля 1938 г. заместитель начальника 19-го Главного Управления народного комиссариата оборонной промышленности СССР.  В феврале-ноябре 1939 г. заместитель начальника 6-го Главного Управления, в резерве народного комиссариата судостроительной промышленности СССР. С ноября 1939 г. начальник отдела сбыта аккумуляторного завода № 220 (Мосэлемент), с июля 1940 г. начальник группы военного отдела народного комиссариата электростанций и электропромышленности (с 1940 г. наркомата электропромышленности) СССР.
8 июля 1941 года добровольно вступил в Рабоче-крестьянскую Красную Армию, участник Великой Отечественной войны. Секретарь партийной комиссии истребительного батальона 4-й Московской стрелковой дивизии народного ополчения Молотовского района. С октября 1941 г. ответственный секретарь партийной комиссии штаба этой же дивизии, которая 19 января 1942 г. была переименована в 155-ю стрелковую дивизию Западного фронта. В июне-августе 1942 г. партследователь партийной комиссии 22-й армии Калининского фронта. С августа 1942 г. военком, а с 6 октября 1942 н. заместитель начальника эвакуационного госпиталя № 1031 по политической части в г. Кольчугино Ивановской области. В связи с введением единоначалия в Красной армии и отменой института военных комиссаров в конце 1942 года переаттестован в майора интендантской службы. С августа 1943 г. в распоряжении начальника отдела Управления по переучету потерь Красной армии Штаба тыла. С ноября 1944 г. уполномоченный по уезду Союзной контрольной комиссии в Румынии, подполковник интендантской службы. С июня 1947 г. в распоряжении Управления кадров тыла Министерства вооруженных сил СССР. С января 1948 г. заместитель начальника, старший офицер-инспектор Группы контроля штаба Советской военной администрации в Германии. С декабря 1949 г. заместитель начальника отдела Управления продснабжения в распоряжении отдела кадров тыла, с марта 1950 г. заместитель начальника Управления продснабжения Главного интендантского управления Военного министерства СССР. С декабря 1952 г. полковник интендантской службы военпред Управления продснабжения Главного интендантского управления Министерства обороны СССР. По другим данным в 1945—1953 гг. работал в Минском областном комитете КП Белоруссии.
С 1 сентября 1953 года в отставке, персональный пенсионер. Умер 23 июня 1969 г. в Москве. Похоронен на Новодевичьем кладбище (7-й уч., 7-й ряд).

## Избранные публикации
- Уралов С. Г. Моисей Урицкий : Биографический очерк. — Л.: Красная газета, 1929. — 138 с. — 10 000 экз.

## Награды
- Орден Ленина;
- Орден Красной Звезды (20.06.1945);
- Почётный знак ВЧК-ГПУ[13]
- Почётный сотрудник госбезопасности (17.12.1965; № 2462)[13].
- Медали;
- Орден Звезды Румынии III класс - Командор.

## Отзывы
В нём было видно человека старой закалки — один раз жена его случайно перебила. Ну, Уралов вежливо так попросил её этого не делать. Перебила ещё раз. Тогда Уралов супруге и говорит: хочешь вставить свои «пять копеек», подними руку, и товарищи дадут тебе высказаться!— В. Д. Гандрабура.

## Память
Его имя носит улица в г. Миассе.
В г. Миасс Челябинской области до настоящего времени сохранился 2-этажный каменный дом купца Кислякова (ул. Свердлова, 5), признанный в 2011 году объектом культурного наследия.